# Eiō
Pour les articles homonymes, voir Eio.
Eiō (叡王) est l'un des huit tournois majeur du shogi professionnel japonais. Le mot signifie  roi perspicace ( (叡) = perspicace, ō(王) = roi).

## Histoire
Le tournoi a commencé en 2015 et a été promu au rang de tournoi majeur dès la troisième édition en 2017. 

## Palmarès
Le tableau suivant présente une liste des lauréats du Eiō
| Édition Année                                  | Édition Année | Dates de la finale     | Vainqueur          | Score    | Adversaire         |
| ---------------------------------------------- | ------------- | ---------------------- | ------------------ | -------- | ------------------ |
| 1                                              | 2015          | décembre 2015          | Takayuki Yamasaki  | 2-0      | Masataka Gōda      |
| 2                                              | 2016          | décembre 2016          | Amahiko Satō       | 2-0      | Shōta Chida        |
| À partir de 2017, le Eio est un tournoi majeur |               |                        |                    |          |                    |
| 3                                              | 2017          | avril-mai 2018         | Taichi Takami      | 4-0      | Kōta Kanai         |
| 4                                              | 2018          | avril-mai 2019         | Takuya Nagase      | 4-0      | Taichi Takami      |
| 5                                              | 2019          | juin-septembre 2020    | Masayuki Toyoshima | 4-3 (=2) | Takuya Nagase      |
| 6                                              | 2020          | juillet-septembre 2021 | Sōta Fujii         | 3-2      | Masayuki Toyoshima |
| 7                                              | 2021          | avril-mai 2022         | Sōta Fujii         | 3-0      | Wakamu Deguchi     |
| 8                                              | 2022          | avril-juin 2023        | Sōta Fujii         | 3-1      | Tatsuya Sugai      |
| 9                                              | 2023          | avril-juin 2024        | Takumi Itō         | 3-2      | Sōta Fujii         |
| 10                                             | 2024          | avril-juin 2025        | Takumi Itō         | 3-2      | Shintaro Saito     |